# Seznam postav seriálu Přátelé
Toto je seznam postav v americkém sitcomu Přátelé.

## Hlavní postavy

### Rachel Greenová
Hraje ji Jennifer Aniston.

### Monica Gellerová
Hraje ji Courteney Cox.

### Phoebe Bufetová
Hraje ji Lisa Kudrow.

### Joey Tribbiani
Hraje ho Matt LeBlanc.

### Chandler Bing
Hraje ho Matthew Perry.

### Ross Geller
Hraje ho David Schwimmer.

## Vedlejší postavy

### Chandlerova rodina

#### Charles Bing
Charles Bing je otec Chandlera Binga. Charles Bing je homosexuál a transvestita, který si vzal Noru Tyler Bingovou. Po zjištění své orientace se se svou manželkou rozhodl rozvést. Má vlastní show v Las Vegas, která se jmenuje Viva Las Gaygas a vystupuje pod pseudonymem Helena Handbasketová.
Hraje ho Kathleen Turnerová

#### Nora Tyler Bingová
Nora Tyler Bingová je matka Chandlera Binga. Píše romány pro dospělé, s Charlesem Bingem se rozvedla při zjištění jeho sexuální orientace. Jejich rozvod naučil Chandlera používat humor jako obranný mechanismus.
Hraje ji Morgan Fairchildová.

### Rossova a Moničina rodina

#### Jack Geller
Jack Geller je otcem Moniky a Rosse a manželem Judy Gellerové. Je znám svými kyselými komentáři, často adresovanými Britům. Také tajně kouří cigarety, při objevení cigaret Rossem říká, že jsou Judytiny.
Hraje ho Elliott Gould

#### Judy Gellerová
Judy je matkou Moniky a Rosse a manželkou Jacka Gellera. Je přehnaně kritická vůči Monice, často kvůli neúspěchům ve vztazích a favorizuje Rosse. Její kritika Moniky se vrací v Moničině závislosti na pořádku a uklízení. Je to typická židovská matka.
Hraje ji Christina Picklesová.

### Rossova rodina

#### Carol
Carol je bývalá žena Rosse, rozvedli se spolu v první sérii, kdy Carol zjistila, že je lesba. Před koncem manželství však s Rossem otěhotněla a na konci první série se narodil jí syn Ben.
Hraje ji Jane Sibbett, v pilotním díle Anita Barone

#### Susan Bunchová
Susan se v seriálu objevuje už na začátku, je lesbickou partnerkou Rossovy ex-manželky Carol. Později se spolu nechají i oddat.
Hraje ji Jessica Hechtová

#### Ben Geller
Ben je Rossův syn, který žije s Carol a Susan. Narodil se na konci první série.
Hraje ho Cole Sprouse

#### Emily Walthamová
Emily je Rossova druhá žena, která pochází z Anglie. Poznali se díky Rachel, je to neteř jejího nadřízeného. Na konci čtvrté série měli svatbu, Ross si u oltáře spletl její jméno, řekl jí "Rachel". Přestože se vzali, nikdy spolu nežili a o pár měsíců později se rozvedli. Emily chtěla, aby s Rachel úplně přerušil styky, ale oba dva téměř okamžitě zjistili, že je to nemožné.

#### Emma Gellerová Greenová
Emma je dcerou Rosse a Rachel, která byla počata nechtěně. Rachel se však rozhodla si ji nechat a vychovat ji sama. První část života bydlela i s Rachel u Rosse, potom se odstěhovali k Joeymu. V posledním dílu se Ross a Rachel dali dohromady. Rodiče Emmy jsou tedy zase spolu.
Hrají ji Cali Sheldon

#### Marcel
Marcel je Rossův malý opičák, kterého si pořídil v první sérii. Ross jej později daruje do zoo v San Diegu, protože Marcel je příliš přitahován druhým pohlavím. Později je ukradnut ze zoo a také se objeví ve filmu Outbreak 2.
Hraje ho opice Katie

### Rachelina rodina

#### Leonard Green
Leonard Green je otec Rachel Greenové. Je přehnaným perfekcionistou, který požaduje po svých dětech jen to nejlepší. On a jeho manželka se rozvedli krátce (ve 2. sérii) po nezdařené svatbě Rachel a jejího někdejšího přítele Barryho. Zatímco vztah mezi Leonardem a Rachel nevypadá jako ideální, on říká svým přátelům že Rachel je jeho jediné dítě.
Hraje ho Ron Leibman

#### Sandra Greenová
Sandra Greenová je matka Rachel Greenové. V jednom díle po rozvodu s Leonardem Greenem se ptá Rachel a Monicy na otázku „Co je nového v sexu?“. Také při lesbické svatbě Rossovy bývalé manželky Carol a její přítelkyně Susan tančí s opravdu tlustou ženou.
Hraje ji Marlo Thomasová

#### Amy Greenová
Amy je sestrou Rachel, v seriálu objeví dvakrát, pokaždé má problémy s přítelem. Plete si jméno Emmy, dcery Rosse a Rachel, říká ji Emmitt nebo Ella. Později nechá Elle propíchnout uši, Rachel i Ross jsou rozezleni a naznačí Amy aby odešla.
Hraje ji Christina Applegatová

#### Jill Greenová
Jill se v seriálu objevuje v šesté sérii, přijde k Rachel s tím, že chce začít nový život, jako začala Rachel. Později jde k nelibosti Rachel na schůzku s Rossem.
Hraje ji Reese Witherspoonová

### Phoebina rodina

#### Frank Buffay senior
V seriálu se objeví pouze po smrti Phoebiny babičky (své matky), často je zmiňován Phoebe.
Hraje ho Bob Balaban

#### Frank Buffay junior
Frank je nevlastní bratr Phoebe Buffayové, který se jmenuje stejně jako jejich otec Frank Buffay. V seriálu se objeví při jednom z hledání otce Phoebe, ukáže se, že otec měl ještě jednu kompletní rodinu. Frank je podobně zvláštní jako jeho sestra, byl zatčen za krádež ptačích vajec, vlastní psa jménem Tumor (Nádor) a věří že masérka je eufenismus pro slovo šlapka. Myslí si tak, že jeho sestra je prostitutka.
Ve třetí sezóně Frank oznámí Phoebe, že chodí se svojí učitelkou, paní Knightovou, kterou hraje Debra Jo Ruppová. Později si ji i vezme, mají spolu tři děti, které jim porodí Phoebe.
Hraje ho Giovanni Ribisi

#### Uršula Pamela Buffayová
Uršula byla postavou v sitcomech Jsem do tebe blázen a Přátelé, je (zlým) dvojčetem Phoebe.
V seriálu Jsem do tebe blázen hrála servírku, stejně tak v Přátelích hraje servírku. Později pod Phoeboeným jménem účinkuje v pornofilmech. Věděla o tom, že jsou o rok starší než si myslí, a podrobnosti o matce.
S Phoebe je provázána vztahy s muži – Phoebe ji přebrala přítele učitele, kterému Uršula lhala, a také kluka, který Uršulu sledoval.
Hraje ji Lisa Kudrowová

#### Phoebe Abbottová
Phoebe Abbotová je pravou matkou Phoebe a Uršuly, v seriálu se objeví, když Phoebe objeví, že nejlepší kamarádka její matky žije v Montaku, miluje erotiku a poezii.
Hraje ji Teri Garrová

#### Mike Hannigan
Mike Hannigan je přítel a později i manžel Phoebe. Hraje na klavír, má bohaté a vznešené rodiče. S Phoebe se seznámí, když Joey domlouvá rande Phoebe a ona jemu. Joey zapomene přivést svého přítele a napadne ho jméno Mike, tak přijde do kavárny a zavolá Mikeovo jméno nahlas, ozve se jeden muž. Vezme ho na schůzku s Phoebe. Později se setká i s bývalým přítelem Phoebe vědcem Davidem. Na Barbadosu požádá Phoebe o ruku, která ho odmítne, Mike ji požádá o ruku ještě později v New Yorku, tentokrát již úspěšně.
Hraje ho Paul Rudd

### Ostatní

#### Gunther
Gunther je postava provozního kavárny Central Perk, kterého hraje James Michael Tyler. Mluví nizozemsky, je zamilovaný do Rachel, má velmi světlé vlasy a jako jediný z celého štábu umí obsluhovat pressovač. Také je kuřákem, stejně jako Chandler, to se ukáže v epizodě, kde Chandler kouří v kavárně.
Je zamilovaný do Rachel po celou dobu děje. Několikrát se za to zlobí na Rosse, několikrát ho tím naštve. Také prozradí Rachel, že se Ross vyspal s dívkou od kopírky poté, co si dali pauzu. V posledním dílu seriálu, než Rachel „odjede“ do Paříže, jí řekne, že ji miluje.
Tato postava neměla původně vůbec mluvit. 
Hraje ho James Michael Tyler.

#### Janice Litman Goralnik
Janice Litman Goralnik (rozená Hosenstein) několikrát chodila s Chandlerem. Objevila se kromě jedné řady (tehdy byl slyšet její hlas v rádiu) v každé řadě seriálu. Naposledy s Chandlerem chodila ve čtvrté řadě. Aby se s ní rozešel, namluvil jí, že odlétá do Jemenu. Nakonec do Jemenu opravdu odletěl, ale vrátil se zpět. V páté řadě dokonce strávila noc s Rossem. Naposledy se v seriálu objeví jako možná sousedka Moniky a Chandlera. Janice je známá svým vysokým hlasem a rčením „Ách … můůj … Bóóže!!“. 
Hraje ji Maggie Wheeler

#### Richard Burke
Dr. Richard Burke je oftalmolog, který léčil Moniku a Rosse v dětství. Později začal chodit s Monikou. Richard je přítel rodičů Rosse a Moniky. Proto byl pro ně velký šok, když zjistili, že Richard, který je oproti Monice starší o 21 let, chodí s jejich dcerou. Ve svém životě miloval jen dvě ženy, jednou z nich byla jeho bývalá manželka Barbara a druhou právě Monika. S Barbarou má dvě dospělé děti: dceru a syna, se kterým měla později Monika jedno rande. Naposledy se objevuje na konci 6. série, když si chce vzít Chandler Moniku za ženu. 
Hraje ho Tom Selleck

#### Pan Heckles
Pan Heckles žije v bytě pod Moničiným bytem, stěžuje si na nadměrný hluk Rachel a Moniky, později zemře a odkáže všechen majetek Dvěma hlučným slečnám shora. Chandler si myslí, že žije stejný život jako žil on.
Hraje ho Larry Hankin

#### Estelle Leonard
Estelle Leonardová je Joeyho agentka, kterou hraje June Gableová. Většina rolí, které Joeyimu dohodí nejsou moc úspěšné, až na roli Dr. Drakea Remoraye a roli v seriálu Mac a C.H.E.E.S.E. Snad v každém svém vystoupení v seriálu kouří. Dalším jejím klientem je Al Zeeboker, který ve svém vystoupení jí papír. V desáté sérii zemře. Joey se to dozví tak, že mu Al Zeeboker nechá vzkaz na záznamníku o tom, kde bude pohřeb. Phoebe v tu dobu nechtěla, aby 
se to dozvěděl a proto předstírá po telefonu Estelle. Naposledy mu zavolá po tom , co se Joey dozví o smrti Estelle, což ho docela vyděsí. Naposled tak mohl Estelle poděkovat a popřát jí krásný posmrtný život.
Hraje ji June Gable

#### Kuře a Kachna
Kuře a Kachna jsou kuře a kachna Joeyho a Chandlera, poprvé se objeví v epizodě Kuře a Kachna. Později je budou chtít dát pryč, ale nakonec je kvůli hrozbě eutanazie nikomu nedají. V poslední epizodě koupí Joey Kuře juniora a Kachně juniora, které chce dát Chandlerovi a Monice do nového domu, zde se také dozvídáme, že staré Kuře a Kachna žijí podle Joeyho na farmě pro starou drůbež, což mu namluvili ostatní přátelé, aby nevěděl, že uhynuli.

#### Tlustej naháč
Tlustej naháč je tajemná postava žijící přímo naproti oknu Moničina bytu. V seriálu se objeví jen dvakrát, když usnul a přátelé si myslí, že možná zemřel a když ukáže na kameru svůj zadek. Také se jednou setká s nahým kamarádem, nahým kamarádem v této scéně je nahý Ross.

#### Eddie Menuek
Eddie se objevil ve třech dílech poté, co se Joey odstěhoval do nového bytu. Chandler se s Eddiem potkali v supermarketu, Chandler zjistí, že Eddie nesnáší Pobřežní hlídku a že se i v dalších věcech liší. Chandler se seznámí s bývalou přítelkyní Eddieho Tilly. Eddie si myslí, že spolu spali a proto se na Chandlera naštve. Později začne na Chandlera působit velmi strašidelně a divně, například epizoda kdy Chandler zjistí, že ho Eddie pozoruje když spí. Později zjistí, že vždy když řekne Eddiemu, aby se odstěhoval on to vždy zapomene a proto Chandler vymyslí to, že vymnění zámky (takže se Eddie nebude moct dostat dovnitř) a namluví mu že si splet byty a také řekne, že už spolubydlícího má, v tu chvíli se otočí Joey a Eddie se konečně odstěhuje, a tím také v seriálu končí.
Hraje ho Adam Goldberg

#### Alice Knight
Alice Knightová je manželka a učitelka Phoebina mladšího bratra Franka Jr. S Frankem se seznámili na hodině Ekonomie na střední škole. Alice je o 40 let starší než Frank a proto když oznámí Phoebe že se chtějí vzít, snaží se jejich sňatku zabránit. Poté když už jsou svoji, Alice a Frank se snaží o dítě ale nedaří se jim a proto požádají Phoebe aby byla jejich náhradní matka, po delším váhání Phoebe nakonec svolí a dítě jim odnosí, poté nakonec zjistí že se jedná o trojčata.
Hraje ji Debra Jo Rupp

#### Jasmine
Jasmine je Phoebina kolegyně z masérského salonu, také se objevila jako spolubydlící Gunthera a servírka v Central Perku.
Hraje ji Cynthia Mann

#### Joanna
Joanna je vedoucí Rachel v Bloomindale's, v několika epizodách byla partnerkou Chandlera, později byla zabita taxi vozem.
Hraje ji Alison LaPlaca

#### Mr. Treeger
Pan Treeger je domácí Monicy, Rachel, Joeyho a Chandlera, v jednom dílu rozpláče Rachel a Joey ho učí tancovat. Jednou se v seriálu objevil jak spolu s hasiči ničí dveře Monicy a Chandlera, protože Phoebe a Joey dostali na starost jejich byt zatímco oni byli na líbánkách ale Monica a Chandler jim nedali klíče, tak řekli, že tam uniká plyn
Hraje ho Michael D. Hagerty